# Robbiano (Mediglia)
Robbiano è una frazione del comune italiano di Mediglia posta a nord del centro abitato, verso Zeloforamagno, frazione di Peschiera Borromeo con la quale costituisce un unico agglomerato urbano. Fu comune autonomo fino al 1841.

## Storia
Robbiano era un piccolo centro abitato di antica origine, da sempre legato al territorio milanese. La comunità apparteneva alla Pieve di San Giuliano, e confinava con Zeloforamagno e Peschiera a nord, Mercugnano ad est, Mediglia a sud, e Carpianello e Bolgiano ad ovest. Al censimento del 1751 la località fece registrare 142 residenti.
In età napoleonica, nel 1805, la popolazione era salita a 218 unità, ma nel 1809 il Comune di Robbiano venne soppresso ed aggregato per la prima volta a quello di Mediglia, recuperando comunque l'autonomia nel 1816 in seguito all'istituzione del Regno Lombardo-Veneto.
Furono gli stessi austriaci tuttavia col tempo, nel 1841, a comprendere la razionalità dell'operato napoleonico, e con dispaccio governativo del 17 gennaio disposero la definitiva annessione del comune robbianese a Mediglia, alla cui parrocchia apparteneva.
La piccola frazione medigliese divenne famosa nel 1974, quando fu sede di uno scontro a fuoco tra le forze dell'ordine e il brigatista Roberto Ognibene. Quest'ultimo sparò uccidendo il maresciallo dei Carabinieri Felice Maritano e riuscì a fuggire, ma venne arrestato dopo pochi giorni. La casa sede della sparatoria era un covo delle Brigate Rosse e al suo interno vennero trovati importanti documenti dell'organizzazione terroristica.
Nel 1979 il paese fu dotato di una sua parrocchia.